# Argentinia bickeli
Argentinia bickeli är en tvåvingeart som beskrevs av Stefan Naglis 2002. Argentinia bickeli ingår i släktet Argentinia och familjen styltflugor. Inga underarter finns listade i Catalogue of Life.